# قدر-110
قدر-110 أو قَدْر-110 (تعني: «القوة» أو «الشدة») هو صاروخ باليستي متوسط المدى من تصميم وتصنيع إيران. يتراوح مدى هذا الصاروخ بين 1 800 كم إلي 2 000 كم عرضت القوات المسلحة الإيرانية الصاروخ لأول مرة أمام الجمهور خلال العرض العسكري السنوي لإحياء ذكرى الحرب العراقية الإيرانية.
يُعد صاروخ قدر-110 نسخة مطورة من شهاب-3، ويُعرف أيضًا باسم «قدر-101». يُعتقد أن له مرحلة أولى تعمل بالوقود السائل ومرحلة ثانية تعمل بالوقود الصلب، ما يمنحه مدى يبلغ نحو 1 500 km.وتشير بعض المصادر إلى أن صاروخي قدر-101 و«قدر-110» يمنحان إيران قدرات ضد الأقمار الصناعية وصواريخ بالستية متوسطة المدى.
كُشف عن صاروخ قدر لأول مرة خلال العرض العسكري السنوي بمناسبة ذكرى بدء الحرب الإيرانية العراقية. يُنتج هذا الصاروخ بثلاثة أنواع: «قدر S» بمدى 1 350 كم، و«قدر H» بمدى 1 650 كم، و«قدر F» بمدى 1 950 كم. وتحمل صواريخ هذه السلسلة رؤوسًا حربية يتراوح وزنها بين 650 كيلوجرام و1000 كيلوجرام، وهو وزن الرأس الحربي لصاروخ «قدر F». ويبلغ طوله بين 15.5 و16.58 مترًا، ووزنه الإجمالي بين 15 و17.48 طنًا، حيث يزيد وزن النموذج الأساسي بنحو طنين مقارنة بصاروخ شهاب-3.
يتميز صاروخ قدر-110 بقدرة أكبر على المناورة وزمن إعداد أقصر مقارنة بصاروخ شهاب-3؛ إذ يبلغ زمن التجهيز نحو 30 دقيقة، بينما يستغرق شهاب-3 عدة ساعات. وقد صُنّع هذا الصاروخ بالكامل داخل إيران في مجمع «صناعات صواريخ همت» السري للغاية.
في نوفمبر 2015 ويناير 2017، أفادت تقارير أن إيران أجرت عمليات إطلاق لصاروخ قدر-110. وقد اعتبرت الولايات المتحدة هذه الخطوات انتهاكًا لقرار مجلس الأمن رقم 2231 الذي "يدعو" إيران إلى عدم تطوير أو اختبار صواريخ باليستية قادرة على حمل رؤوس نووية. لكن السفير الروسي لدى الأمم المتحدة اعترض على هذا التوصيف، قائلًا: "الدعوة تختلف عن الحظر، لذا لا يمكن من الناحية القانونية انتهاك دعوة؛ يمكن الامتثال لها أو تجاهلها، ولكن لا يمكن انتهاكها".
رد وزير الخارجية الإيراني محمد جواد ظريف بقوله إن إيران لا تمتلك أسلحة نووية ولا تنوي امتلاكها، لذا لا تصمم صواريخها لتكون قادرة على حمل رؤوس نووية.غير أن هذا التصريح قوبل بالتشكيك في ضوء اختراق الأرشيف النووي الإيراني من قبل الموساد.
ومع ذلك، أشار كبير الباحثين في مجال الدفاع الصاروخي بـالمعهد الدولي للدراسات الاستراتيجية مايكل إلّيمان إلى أن تصميم القنبلة النووية الذي عرضه بنيامين نتنياهو كان يمكن تركيبه في رأس صواريخ نودونغ/شهاب-3 ما قبل 2004، لكنه لا يناسب الصواريخ اللاحقة، بما فيها صاروخ قدر-110.
في 6 نوفمبر 2023، أُطلق صاروخ «قدر-110» من اليمن من قِبل جماعة الحوثي باتجاه إسرائيل، لكن تم اعتراضه عبر منظومة حيتس 3 أثناء وجوده خارج الغلاف الجوي، وُصفت هذه العملية بأنها أول اشتباك قتالي في الفضاء في تاريخ البشرية.
في 23 يونيو 2025، أعلنت قوات الحرس الثوري الإيراني استخدام صاروخ «قدر-H» لأول مرة خلال الحرب الإيرانية الإسرائيلية، وذلك ضمن الموجة الحادية والعشرين من الصواريخ التي أُطلقت نحو إسرائيل.

## المستخدمون
- إيران
- لبنان حزب الله[12]
- الحوثيون [13][14]